# Virgichneumon digrammus
Virgichneumon digrammus är en stekelart som först beskrevs av Johann Ludwig Christian Gravenhorst 1820.  Virgichneumon digrammus ingår i släktet Virgichneumon och familjen brokparasitsteklar. Arten är reproducerande i Sverige. Utöver nominatformen finns också underarten V. d. meridionator.